# N25 (Burkina Faso)
Die N25 ist eine der als Route nationale bezeichneten Fernstraßen in Burkina Faso. Sie zweigt in Pô von der N5 in östlicher Richtung ab und schwenkt nach etwa 15 ihrer 50 Kilometer Länge nach Süden zum Grenzort Guelwongo ab. Hinter der Grenze zu Ghana wird die Straße als R114 weitergeführt.